# George Ballard Mathews
George Ballard Mathews   (Canonbury, 23 de febrer de 1861 - Liverpool, 19 de març de 1922) va ser un matemàtic britànic.

## Vida i Obra
Tot i haver nascut al districte londinenc de Islington, els seus pares es van traslladar a la seva lacalitat natal de Herefordshire el 1866, on el jove Mathews va fer la seva escolarització. Els estudis secundaris els va fer al Ludlow College, en el qual va destacar tan en matemàtiques com en humanitats, havent estudiat llatí, grec i hebreu.
El 1879 va començar els estudis universitaris durant un curs al University College de Londres, en el qual va assistir a les classes d'Olaus Henrici. L'any següent va obtenir una beca pel St. John's College de la universitat de Cambridge, en la qual es va graduar en matemàtiques el 1883, essent first wrangler i premi Smith de 1884.
El 1884, un fundar-se el University College del Nord de Gal·les (actualment, Universitat de Bangor), va acceptar la plaça de professor de matemàtiques que li van oferir. Allà va ser col·lega del professor de física Andrew Gray. El 1896 va dimitir per tornar a Cambridge com a professor de matemàtiques. Però el 1911 va retornar a Bangor com a professor especial. Va donar classes fins al 1919, en el que una malaltia cancerosa el va impedir continuar. Els seus darrers tres anys van ser un seguit d'operacions per vèncer la malaltia que, finalment, el va matar en una residència de Liverpool el 1922.
Mathews va treballar sobre tot en teoria de nombres. El seu llibre sobre el tema es va publicar el 1892 i era el primer volum, tot i que el segon no es va arribar a publicar mai. També va treballar altres temes d'àlgebra i geometria. El 1895, conjuntament amb Andrew Gray, va publicar un tractat sobre les funcions de Bessel. Molts dels seus articles estan relacionats amb el darrer teorema de Fermat, una qüestió que el va preocupar tota la seva vida, i també sobre les formes quadràtiques de Gauss.